# Jean Philippe Gauthier
Hauptmann Jean Philippe Gauthier war Franzose und Unterstützer des bayerischen Volksaufstandes 1705.
Christian Probst berichtet, dass sich Gauthier mit Oberleutnant Johann Clanze, der ihm auch als Dolmetscher diente, am 20. Dezember 1705 nach Tölz zu den Aufständischen begab. Gauthier hatte sich als Abgesandter von König Ludwig XIV. ausgegeben und zur Beglaubigung eine wohl nachgemachte königliche Petschaft vorgezeigt. Seine Angaben waren falsch, weil er bis zur Auflösung der Leibgarde der Kurfürstin Therese Kunigunde als Infanterieoffizier angehörte.
Gauthier hatte rechtzeitig vor der Niederlage die Oberländer Aufständischen verlassen und war mit Matthias Ägidius Fuchs in Braunau am Inn aufgetaucht. Auch hier trat er wieder als geheimer Abgesandter Frankreichs und von Kurfürst Maximilian II. Emanuel auf und erklärte, dass er „der in Waffen stehenden Paurschafft die genedigste Genehmhaltung zu unterbringen“ habe. Da er offensichtlich sofort durchschaut wurde, konnte er und Fuchs in Braunau keinen Einfluss gewinnen. Vertreter der Regierung ließen Gauthier über die Grenze nach Salzburg bringen.
Gauthier traf sich einige Monate später mit Fuchs, der das Land nach der Schlacht von Aidenbach verließ, in Venedig bei der Kurfürstin. Beide reisten in die Niederlande zum Kurfürsten. Gauthier kehrte mit Max Emanuel nach Bayern zurück und erhielt eine Kompanie im Regiment Kurprinz.